# Neocrex colombiana
Neocrex colombiana là một loài chim trong họ Rallidae.